# Free Download Manager
是一款跨平台的下载管理器。

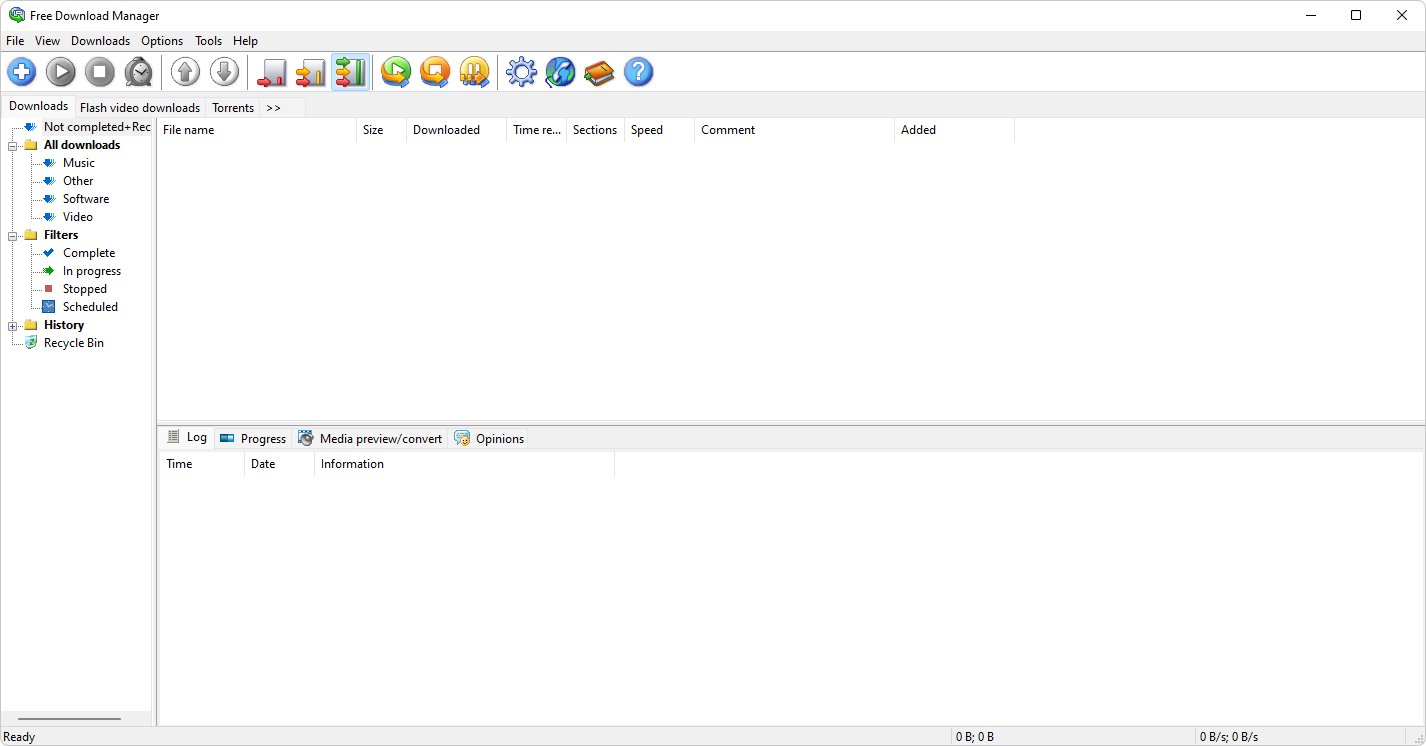
Free Download Manager3.9运行于Windows 8

FDM最初是专有软件，但随着2.5版发布成为自由软件。从3.0.850版（2010年4月15日）开始，源代码不再打包提供下载，但可以从项目的Subversion资源库获取，从3.9.x及以后版本不再提供源代码（不再开源，5.0版本以后移除GNU自由软件协议）。Free Download Manager荣获2007年Webuser金奖。

## 特性
- GUI提供标签页展示下载的组织类型并允许接触程序中不同特性。
- 下载信息视图显示每个下载任务的进度条、文件预览、任何下载任务的写入的共用选项以及显示连接状态的记录
- 用于文件拖放的框
- HTTP及FTP下载支持
- RTSP/MMS下载支持[6]
- 下载一组文件的批量下载支持
- 把大文件分成几个部分（在软件的设置中指定）并同时下载
- BitTorrent支持（基于libtorrent（英语：Libtorrent (Rasterbar)））
- Metalink支持，便于从镜像下载
- 磁力链接支持[7]
- 从YouTube和Google Video之类的网站下载Flash视频
- 若服务器允许，重启中断的下载
- 通过低、中、高三种完全可定义的流量模式下载节流
- 从剪贴板导入URL列表
- 如果可以下载的内容以找到，与浏览器的整合用于追踪URL或复制功能
- 通过Internet远程控制

### 标签页
- 下载列表——这是程序的焦点，是个简单的下载管理器。用户也可以创建指定格式要下载到的文件夹组。
- Flash视频下载——这个特性帮助从YouTube、Google Video及其他站点下载FLV视频文件。
- Torrents——允许下载torrent文件。
- 计划任务——用户可以创建和管理任务列表以在事先安排的时间下载。任务包括启动外部程序、开始和停止下载，以及以所有可行的方式关机。
- 站点分析——这个特性是FTP客户端。
- 站点管理——这个特性允许用户告知FDM怎样在特定站点操作，如网站要求验证，或从用户同时接受一个网站的多少下载连接。
- HTML捕获器——这个特性可通过追踪和递归地下载链接从网站下载。